# Léonard Daghelinckx
Gustave Léonard Daghelinckx (Borgerhout, 10 d'abril de 1900 - Borgerhout, 3 de març de 1986) va ser un ciclista belga que va prendre part en els Jocs Olímpics d'Anvers de 1920 i els de París de 1924.
El 1920 va prendre part en dues proves: velocitat individual i tàndem, quedant eliminat a les sèries en ambdues. El 1924 va guanyar la medalla de bronze en la prova de persecució per equips, formant equip amb Jean van den Bosch, Henri Hoevenaers i Fernand Saive. Als 50 quilòmetres es desconeix la posició final.

## Palmarès
- 1920
  -  Campió de Bèlgica de velocitat
- 1921
  -  Campió de Bèlgica de velocitat
- 1923
  -  Campió de Bèlgica de velocitat
- 1924
  -  Campió de Bèlgica de velocitat
  -  Medalla de bronze als Jocs Olímpics d'Anvers en persecució per equips